# Maggiano
Maggiano è una frazione del comune di Lucca, nell'omonima provincia, situata a circa 8 km dal capoluogo, sulla riva destra del fiume Serchio.

## Storia

### Il manicomio

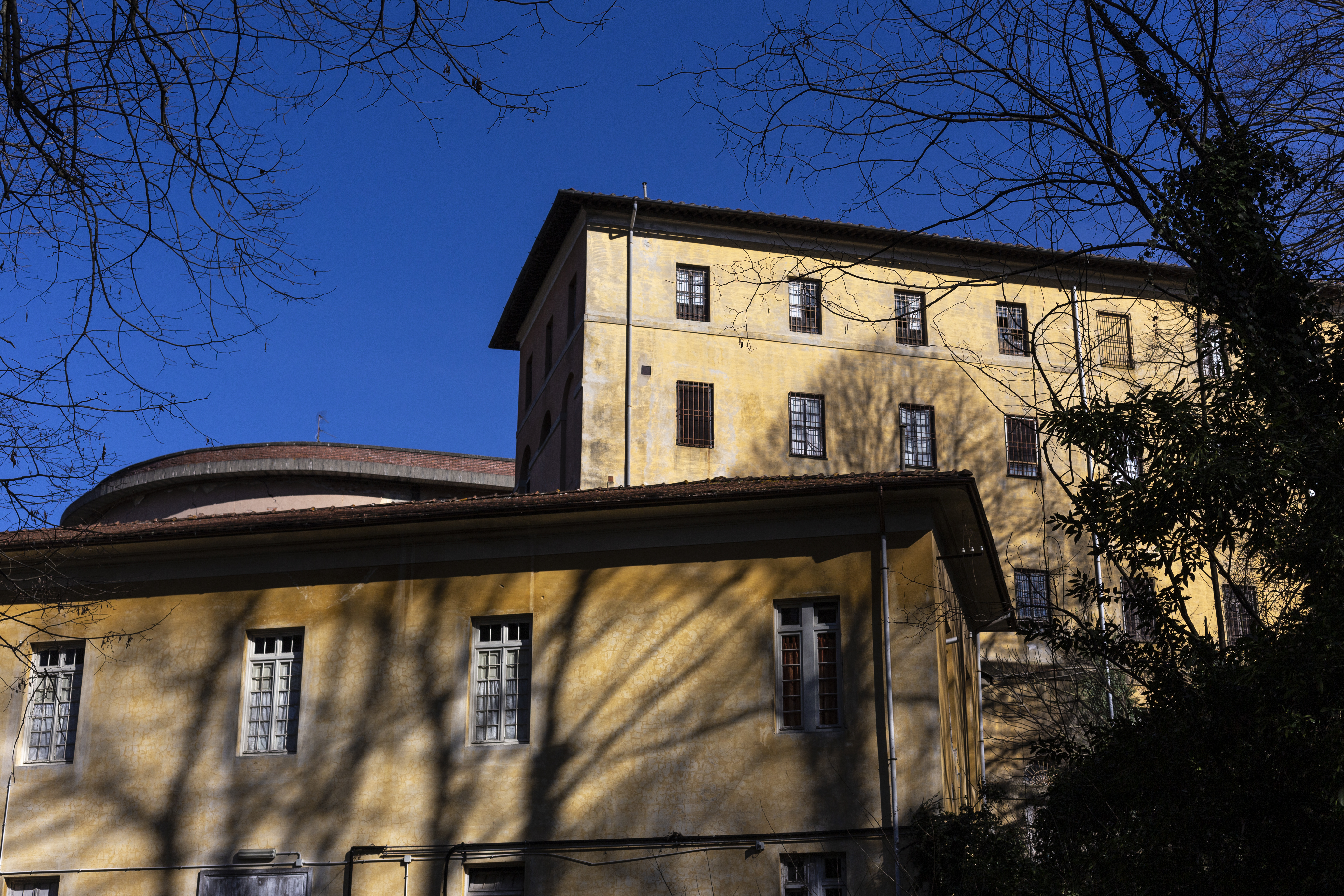
Il manicomio

La frazione è famosa soprattutto per ospitare un manicomio, originariamente conosciuto come Monastero dei Canonici Lateranensi di Santa Maria di Fregionaia. Nel 1769 il Senato della Repubblica lucchese formulò a Papa Clemente XIV una richiesta per ottenere la soppressione del monastero. L'anno seguente, il 27 novembre 1770 fu così deciso di destinare la struttura al ricovero e alla custodia dei folli diventando lo "spedale per i pazzi" di Fregionaia. Il 20 aprile, con l'insediamento del personale, fu ufficialmente aperto lo "Spedale de' Pazzi di Fregionaia" come dipendenza dallo "Spedale cittadino di San Luca della Misericordia" e il giorno seguente arrivarono i primi undici malati, provenienti dal Carcere cittadino della Torre. Nel 1913 il Regio manicomio di Fregionaia passò sotto la gestione amministrativa della Provincia di Lucca e vi rimase fino alla riforma sanitaria del 1978, quando entrò a far parte dell'Unità sanitaria locale che avviò la fase terminale dell'Ospedale fino alla chiusura definitiva nel 1999. Lo psichiatra e scrittore Mario Tobino esercitò la professione medica nel manicomio a partire dal 9 luglio 1942 e vi è rimasto legato per più di quarant'anni.

## Edifici religiosi
- Chiesa di Sant'Andrea di Maggiano, antica chiesetta documentata fin dal Duecento affidata al monastero di Fregionaia fino al 1730.
- Nel 1897 venne costruita la chiesa parrocchiale attuale sulla Strada Regionale 437, con campanile esterno, tipico del contado lucchese, risalente al 1927-1928.

## La tranvia
La Lucca-Maggiano rappresentava il completamento ad ovest della linea tranviaria che collegava tale città con Pescia e Monsummano. Aperta per tappe fra il 1911 ed il 1912, la tranvia a trazione elettrica percorreva parte della via Sarzanese, mantenendosi sulla sede stradale. L'impianto venne soppresso nel 1938.